# 黒炭

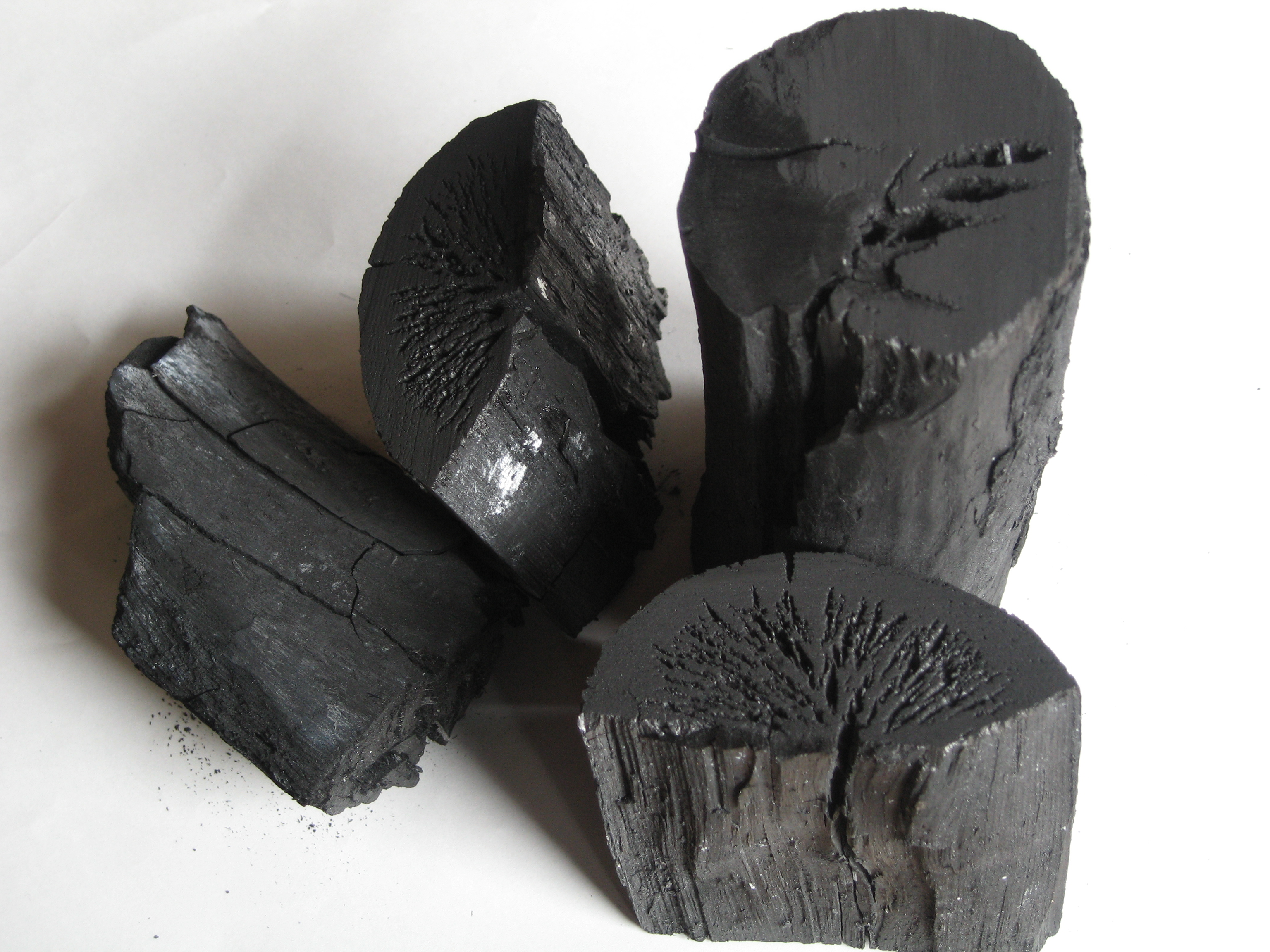
楢などの黒炭

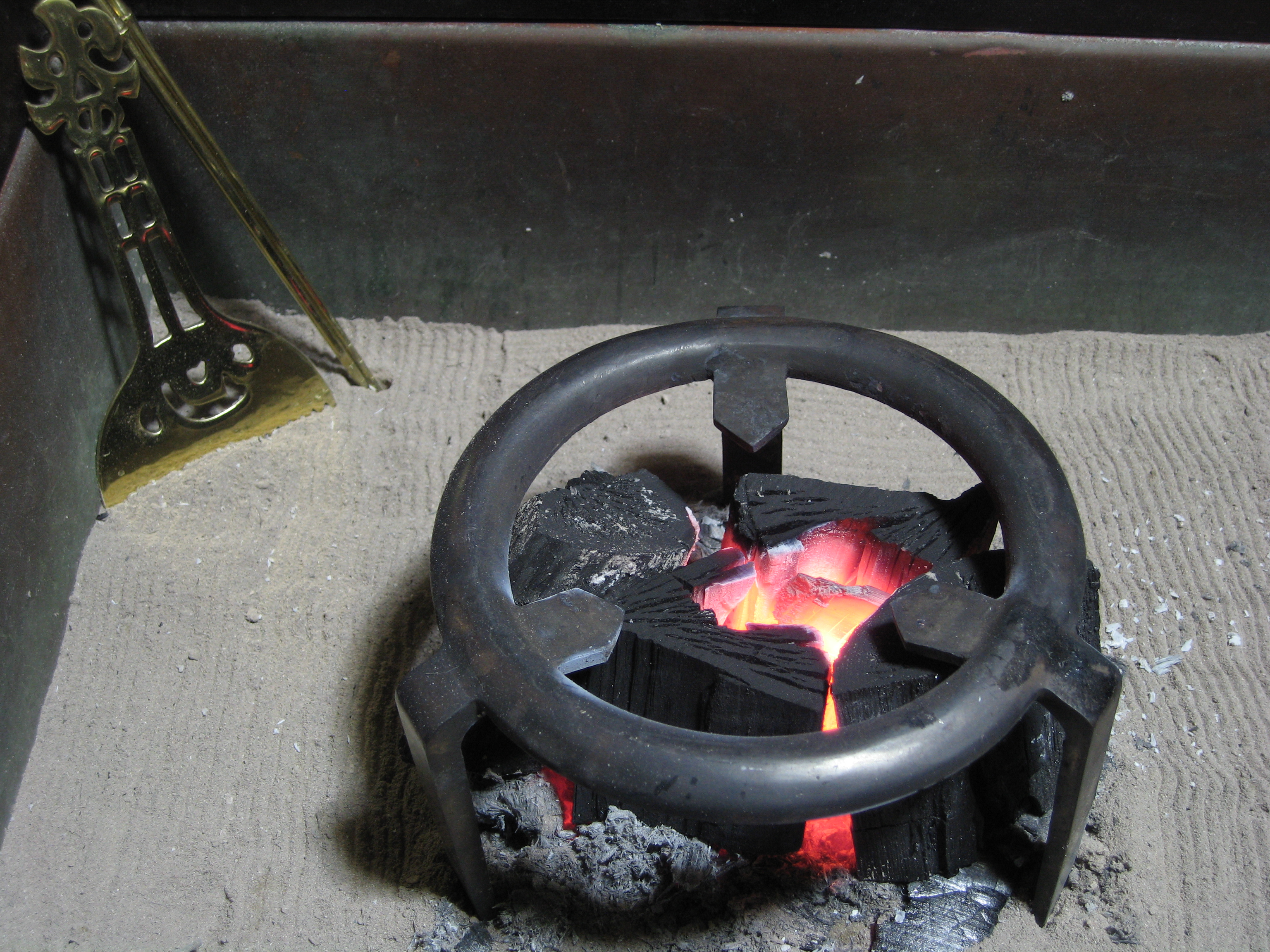
火鉢での黒炭の燃焼

黒炭（こくたん、くろずみ、英: Soft charcoal）は、木材を土窯を使い炭化させた木炭である。
主成分はほぼ炭素であり、ごく少量アルカリ塩を含んでいる。

## 黒炭の性質
黒炭は主にナラ、カシ、クヌギなどが専用の土窯で比較的低温で炭焼され、密閉鎮火して製造された木炭である。
備長炭に代表される白炭との大きな違いは製法にあり、白炭は炭焼時に内部温度が1000度ほどになるのに比べ、黒炭は400度から700度ほどとされている。
また最終段階の冷却・消火方法にも違いがあり、白炭は灼熱した状態で窯の外へ掻きだし、白色の消し粉を掛けて急冷鎮火させるが、黒炭は焚き口に蓋をしたうえで煙突にも蓋をし、酸欠下で時間をかけて鎮火させる。
黒炭は白炭に比べて柔らかく、白炭よりは比較的容易に着火剤やバーナーで着火することができ、燃焼温度や火勢自体は強く、着火しやすい。

## ブランド
黒炭のブランドだが、各地に色々な樹木を使用した炭がある。代表的な黒炭には、
- 北海道木炭[3]（生産量では岩手に次ぐ）
- 岩手「岩手切炭」（樹種はおもにナラ。社団法人岩手県木炭協会の統一ブランド。黒炭生産量ではトップシェア）
- 秋田木炭（黒炭、白炭共にナラ）
- 山形「やまが炭」（樹種はナラ）
- 岐阜「上石津時山炭」（樹種はカシ、ナラなど）
- 兵庫「一庫炭」池田市に流通していたことから池田炭とも呼ぶ（樹種はクヌギ）
- 高知「土佐黒炭」（樹種はカシ）
- 熊本「樫木炭」

などがある。

## 用途
黒炭の主な用途は燃料である。近年はバーベキュー用途などで旺盛な需要がある。
囲炉裏などの灰に埋めての緩やかな燃焼を利用した昔ながらの暖房にも使われる場合があるが、燃焼中に一酸化炭素や木酢由来の成分が多く発生するために換気が必要であり、近年の高断熱・高気密住宅では非常に危険である。

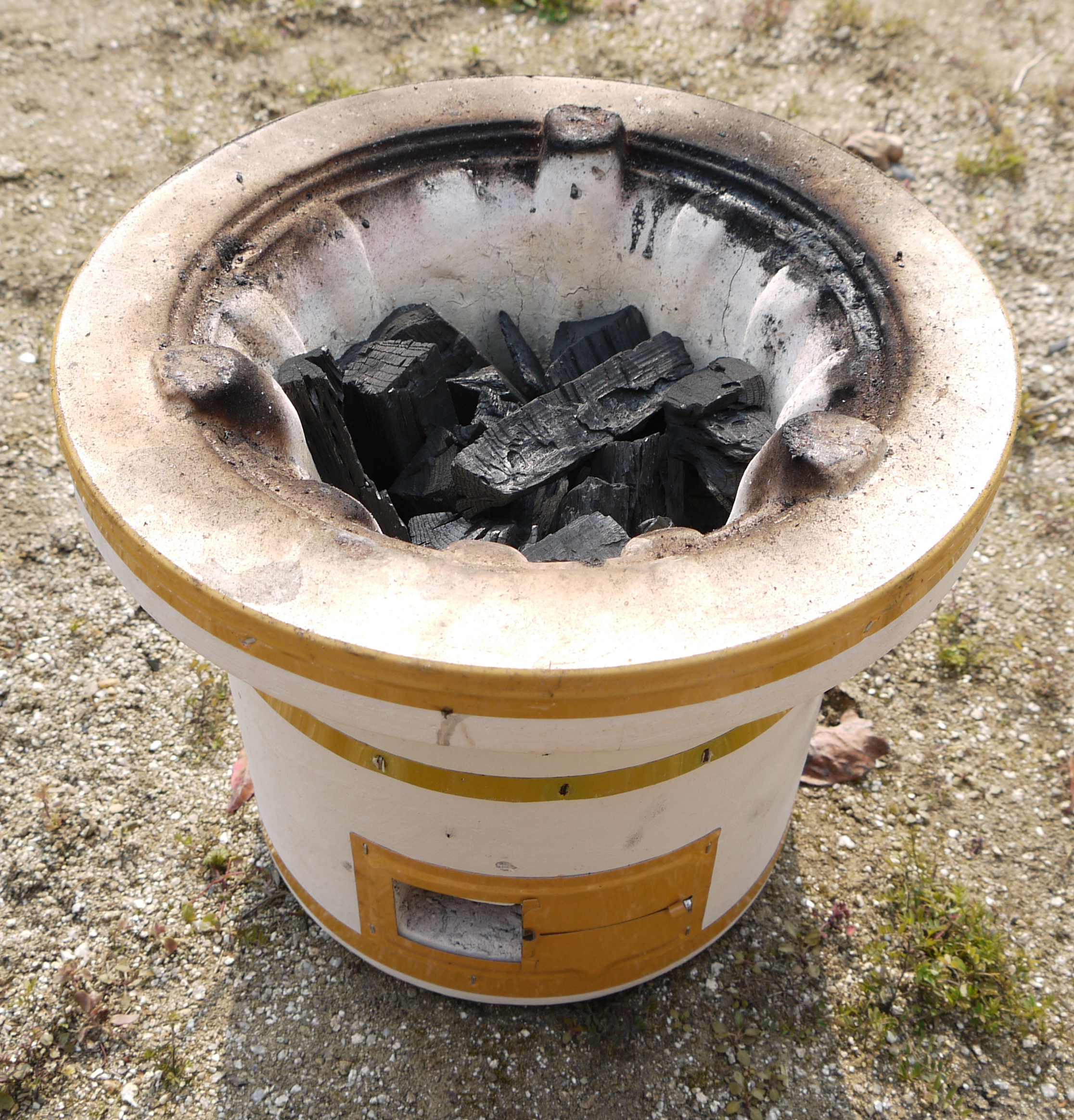
七輪と黒炭（岩手ナラ炭）

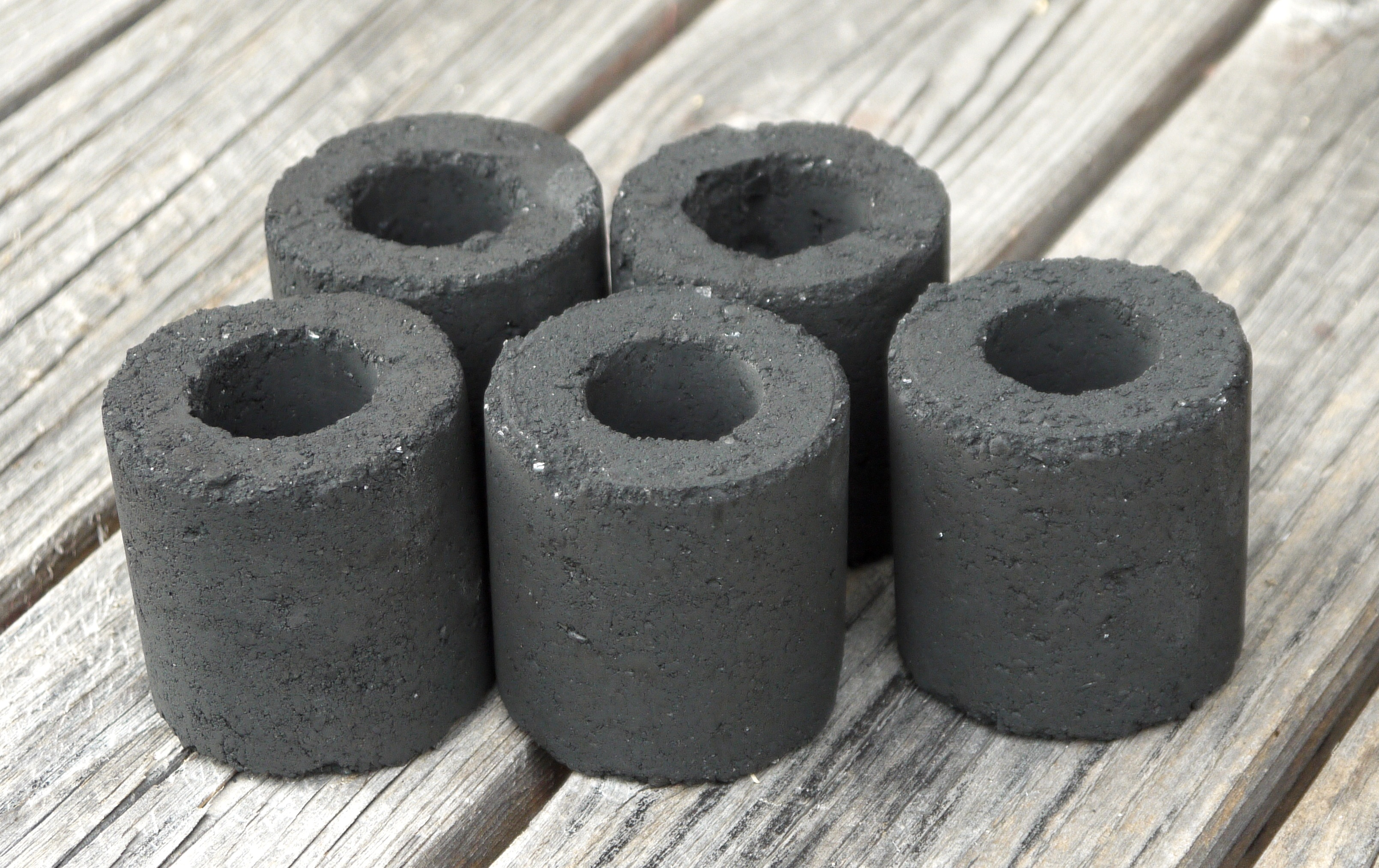
コーヒー豆の出し殻を黒炭にして成形した「ハイカロ炭」

黒炭の用途は様々で、各分野で有効利用されている。

### 消臭、脱臭、除湿
黒炭には小さな隙間が沢山あり、そこに湿気や臭気を吸着することができる。部屋や収納スペースの脱臭・除湿のほか、床下に敷き詰めて家屋全体の除湿にも用いられる。時間経過とともに除湿脱臭能力を喪失するため、定期的に日干しして乾燥させるか、数年ごとに入れ替えるのが好ましい。

### 鍛冶、鍛造、陶芸
鍛造には、高温で燃焼する黒炭が使われる。主として火力の強い、松炭、栗炭、雑木炭が使われ、総称して鍛冶屋炭と呼ばれている。樹脂など炭素以外の可燃成分を多く含み、送風すると1000度以上の高温が得られ、鍛造には不可欠である（逆に鍛冶屋炭を調理や暖房に使うと火の粉や煙臭のため危険である）。
また陶芸の分野では、家庭でも、黒炭と七輪、送風機があれば、小規模な七輪陶芸を行うことができる。